# Zangherella algerica
Espèce
Synonymes
- Anapis algerica Simon, 1895
- Zangherella minima Caporiacco, 1949

Zangherella algerica est une espèce d'araignées aranéomorphes de la famille des Anapidae.

## Distribution
Cette espèce se rencontre en Algérie, en Tunisie et en Italie.

## Étymologie
Son nom d'espèce lui a été donné en référence au lieu de sa découverte, l'Algérie.

## Publication originale
- Simon, 1895 : Histoire naturelle des araignées. Paris, vol. 1, p. 761-1084 (texte intégral).